# Željeznička pruga Zagreb Glavni kolodvor – Dugo Selo
Željeznička pruga Zagreb Glavni kolodvor – Dugo Selo je 22 km duga dvokolosječna i elektrificirana pruga u Hrvatskoj. Pruga je od međunarodnog značaja i podjednako je dio Paneuropskog koridora Vb od Rijeke preko Zagreba do Budimpešte te paneuropskog koridora X od Salzburga preko Zagreba i Beograda do Soluna.
Povezuje se s drugim željezničkim prugama u sklopu zagrebačkog željezničkog čvora. Pruga počinje na Glavnom kolodvoru kao nastavak pruga Savski Marof – Zagreb, Zagreb – Sisak i Zagreb – Rijeka. Nadalje se na odvojnici Čulinec odvaja pruga Čulinec – Zagreb Resnik i u Dugom Selu pruge Dugo Selo – Novska i Dugo Selo – Botovo.

## Povijest
Mađarske željeznice su zajedno sa željezničkom prugom Dugo Selo – Đikeniš izgradile željezničku prugu Zagreb – Dugo Selo i otvorile istu 1870. godine. Zajedno s prugom prema Rijeci, koja je dovršena 1873. jugozapadno od Zagreba, služila je prometu između Budimpešte i tadašnjeg mađarskog lučkog grada Rijeke.
Kao rezultat prvog svjetskog rata slivno područje željeznice postalo je dio Kraljevine Srba, Hrvata i Slovenaca, koja je proglašena krajem listopada 1918. (od 1929. Kraljevina Jugoslavija). Željeznička pruga Zagreb – Dugo Selo također je na toj osnovi pripojena Jugoslavenskim željeznicama.
Željeznica je elektrificirana kao dio glavne pruge Beograd – Zagreb – Dobova ( – Ljubljana), a 1970. je započeo električni pogon pomoću sustava 25kV 50Hz AC.
Osamostaljenjem Hrvatske 1991. godine pruga je pripojena novoosnovanoj tvrtki Hrvatske željeznice (HŽ).
- Zagreb Glavni kolodvor
- Kolodvor u Dugom Selu